# Suore di Nostra Signora di Amersfoort
Le Suore di Nostra Signora di Amersfoort (in neerlandese Zusters van Onze Lieve Vrouw van Amersfoort) sono un istituto religioso femminile di diritto pontificio.

## Storia
La congregazione fu fondata dal gesuita Mathias Wolff (1779-1857) per rimediare all'assenza di scuole cattoliche nei Paesi Bassi settentrionali: radudata una comunità di giovani donne, ne affidò la formazione alle Suore di Nostra Signora di Namur.
Le suore iniziarono il noviziato a Gand nel 1819. Nel 1822 rientrarono in patria e fissarono la loro sede ad Amersfoort: le suore di Amersfoort adottarono le regole della congregazione di Namur (tradotta dal francese all'olandese) e iniziarono a dedicarsi all'insegnamento.
Negli anni successivi sorsero filiali a Engelen, Nimega e Zevenbergen. Nel 1831 a Wolff fu impedito di curare la direzione dell'istituto e per la congregazione iniziò un periodo di decadenza: a causa dei disordini ad Amerfoort, nel 1840 a Wolff fu concesso ti tornare a occuparsi delle case di Engelen, Nimega e Zevenbergen, che vennero staccate dalla congregazione di Amersfoort e andarono a costituire la Società di Gesù, Maria e Giuseppe.
Ad Amersfoort rimasero solo la superiora, Maria Odilia Kisters, e altre tre suore, che provvidero alla restaurazione dell'istituto: l'apostolato delle suore venne esteso alla cura dei bambini abbandonati e vennero aperti orfanotrofi a Amersfoort, Rotterdam e Ootmarsum; iniziarono poi a dedicarsi all'assistenza agli anziani nelle case di riposo, all'educazione in scuole speciali per disabili mentali, alle missioni.
Le costituzioni dell'istituto furono approvate da papa Pio IX nel 1870.

## Attività e diffusione
Le religiose si dedicano all'insegnamento, all'assistenza a malati e anziani e alle missioni.
Oltre che nei Paesi Bassi, sono presenti nelle Filippine, in Indonesia, in Malawi; la sede generalizia è a Amersfoort.
Alla fine del 2008 la congregazione contava 430 suore in 43 case.